# Julia Acker
Julia Acker (1898-1942) est une artiste figurative juive polonaise de la première moitié du XXe siècle.

## Biographie
Julia Acker a passé toute son existence et sa carrière à Lviv — appelée de son vivant Lemberg, puis Lwów — et dans les localités environnantes. À sa naissance en 1898, et depuis le premier partage de la Pologne, la Galicie faisait partie de l'Autriche-Hongrie, et Lemberg se trouvait dans la partie orientale de cette province.
Dans la Pologne nouvellement indépendante d'après la Première Guerre mondiale, elle « étudia la peinture à l'Académie artistique libre de Léonard Podhorodecki et prit des cours particuliers chez Paweł Gajewski à Lwów ». Elle poursuivit ses études de peinture auprès de ce dernier et « peignit des compositions de genre ainsi que des scènes de la vie de la communauté juive et également des portraits d'enfants, des natures mortes et des fleurs ».
En 1942, au début de l'occupation allemande de Lviv et en raison de la menace permanente qui pesait sur sa vie, Julia Acker s'est suicidée et a été enterrée au cimetière de la ville,.

## Œuvre
Le musée national de Varsovie possède l'une de ses peintures, intitulée Procession de personnages. La collection du musée d'histoire de Lviv comprend pour sa part un Portrait de Philip Schleicher — vice-président de Lviv (1870-1932) — « reçu en 1941 ». 
Le 16 juin 2002, la maison Agra a vendu aux enchères Couleurs de fleurs, une huile sur toile. Le 16 octobre 2004, la maison Desa a proposé à la vente Nature morte aux capucines, une huile sur carton de 1940.